# Wydział Kształtowania Środowiska i Rolnictwa Zachodniopomorskiego Uniwersytetu Technologicznego w Szczecinie
Wydział Kształtowania Środowiska i Rolnictwa Zachodniopomorskiego Uniwersytetu Technologicznego w Szczecinie – jeden z jedenastu wydziałów Zachodniopomorskiego Uniwersytetu Technologicznego w Szczecinie. Obecnie główna siedziba, w tym Dziekanat, znajduje się przy ul. Juliusza Słowackiego 17 w Szczecinie; jednostki Wydziału są zlokalizowane ponadto w dwóch pobliskich budynkach przy ul. Papieża Pawła VI nr 1 i 3. Był to pierwszy wydział (poprzednia nazwa Wydział Rolniczy) Wyższej Szkoły Rolniczej w Szczecinie powstałej w 1954.

## Historia i rozwój
W dniu 17 lipca 1954 Prezydium Rządu podjęło uchwałę o utworzeniu Wyższej Szkoły Rolniczej w Szczecinie z jednym Wydziałem Rolnym, którego pierwszym dziekanem został doc. Antoni Linke, powołany przez pierwszego rektora Uczelni prof. Mariana Lityńskiego. Egzaminy wstępne odbyły się 6–7 sierpnia 1954, a 1 września – uroczystość inauguracji pierwszego roku akademickiego 1954/55. Naukę rozpoczęło 248 studentów, z których po czterech latach dyplomy inżyniera otrzymały 153 osoby. W końcu 1954 Uczelnia zatrudniała 53 pracowników naukowo-dydaktycznych, w tym 5 samodzielnych, 22 pracowników administracji i 44 obsługi. W 1955 przejęto gospodarstwa rolne w Lipniku i Ostoi do celów naukowo-dydaktycznych, które później przekształcono w Rolnicze Zakłady Doświadczalne. W 1957 istniejący Wydział połączono z utworzonym w 1955 Wydziałem Zootechnicznym, tworząc Wydział Rolniczy, który do 1966 był jedynym wydziałem uczelni. W 1959 Wydział ten uzyskał uprawnienia do nadawania stopnia naukowego doktora nauk rolniczych. W tym samym roku Wydział zajął budynek przy ul. Juliusza Słowackiego 17, otrzymany od władz miasta. W 1964 Wydział uzyskał uprawnienia do nadawania stopnia naukowego doktora habilitowanego nauk rolniczych w zakresie agronomii. W 1970 powstał Instytut Mechanizacji Rolnictwa, przekształcony w 1995 w Instytut Techniki Rolniczej, a w 1998 – w Instytut Inżynierii Rolniczej, zajmujący budynek przy ul. Papieża Pawła VI nr 1. W 1996 Wydział wzbogacił się o ponad 3000 m² powierzchni użytkowej w nowo oddanym budynku przy ul. Papieża Pawła VI nr 3. Uchwałą Senatu Akademii Rolniczej w Szczecinie z dnia 26.10.2001 Wydział Rolniczy zmienił nazwę na Wydział Kształtowania Środowiska i Rolnictwa. W 2002 oddano do użytku budynek dziekanatu z nową salą wykładową dla 190 osób oraz 30-osobową salą komputerową. Od początku lat dziewięćdziesiątych XX w. Wydział znacząco powiększył ofertę kształcenia, otwierając oprócz rolnictwa kolejne kierunki studiów: ogrodnictwo (1990), ochrona środowiska (1993), technika rolnicza i leśna (1994), architektura krajobrazu (2003), gospodarka przestrzenna (2010), gospodarka odpadami i rekultywacja terenów zdegradowanych (2011), odnawialne źródła energii, uprawa winorośli i winiarstwo. 
W 2010 został zlikwidowany Instytut Inżynierii Rolniczej, a na jego bazie utworzono m.in. nowe jednostki, w tym Katedrę Agroinżynierii oraz Katedrę Odnawialnych Źródeł Energii. Na Wydziale jest zatrudnionych 69 nauczycieli akademickich, w tym 8 z tytułem naukowym profesora, 45 doktorów habilitowanych, 15 doktorów i 1 magister. Na Wydziale realizowane są badania naukowe w dwóch dyscyplinach naukowych: rolnictwo i ogrodnictwo (kat. A) oraz inżynieria środowiska, górnictwo i energetyka (kat. B+). W ciągu 70 lat istnienia Wydział wypromował ponad 20 tysięcy absolwentów.

## Badania naukowe
Tematyka badań prowadzonych przez pracowników Wydziału jest różnorodna, można wyróżnić kierunki:
- monitoring naturalnych i antropogenicznych czynników kształtujących zasoby środowiska przyrodniczego
- ocena możliwości rolniczego i energetycznego wykorzystania produktów i odpadów z działalności gospodarczej i komunalnej
- zagospodarowanie przestrzenne, projektowanie krajobrazu, kształtowanie środowiska oraz zarządzanie terenami zieleni.

W latach 2006–2013 pracownicy Wydziału realizowali łącznie 58 grantów zewnętrznych (z Komitetu Badań Naukowych, Narodowego Centrum Nauki, Narodowego Centrum Badań i Rozwoju, oraz Ministerstwa Rolnictwa i Rozwoju Wsi), w tym 37 własnych, 4 habilitacyjne, 14 promotorskich, 1 rozwojowy i 1 międzynarodowy. Ponadto prowadzono badania z dotacji na utrzymanie potencjału badawczego (33 tematy) i z dotacji dla młodych naukowców (55 tematów doktorskich i habilitacyjnych).

## Kierunki kształcenia
Dostępne kierunki:
- Agrobioinżynieria (studia I stopnia)
- Architektura krajobrazu (studia I i II stopnia)
- Ochrona środowiska (studia I i II stopnia)
- Odnawialne źródła energii (studia I i II stopnia)
- Ogrodnictwo (studia I i II stopnia)
- Rolnictwo (studia I i II stopnia)
- Uprawa winorośli i winiarstwo (studia I stopnia)
- Gospodarka odpadami (studia podyplomowe)
- Rolnictwo i ocena stanu upraw rolniczych (studia podyplomowe)
- Towaroznawstwo zielarskie (studia podyplomowe)
- Uzdatnianie wody i oczyszczanie ścieków (studia podyplomowe)

## Władze Wydziału
W kadencji 2024–2028:
| Stanowisko                               | Imię i nazwisko                            |
| ---------------------------------------- | ------------------------------------------ |
| Dziekan                                  | dr hab. inż. Anna Jaroszewska              |
| Prodziekan ds. studenckich i kształcenia | dr hab. inż. Marek Rynkiewicz              |
| Prodziekan ds. studenckich i kształcenia | dr inż. Kamila Bojko                       |
| Prodziekan ds. organizacji i rozwoju     | dr inż. arch. Magdalena Rzeszotarska-Pałka |

## Struktura organizacyjna

### Katedry
| Katedra                                           | Kierownik                                  |
| ------------------------------------------------- | ------------------------------------------ |
| Katedra Agroinżynierii                            | dr hab. inż. Anna Jaroszewska              |
| Katedra Architektury Krajobrazu                   | dr inż. arch. Magdalena Rzeszotarska-Pałka |
| Katedra Bioinżynierii                             | dr hab. inż. Małgorzata Mikiciuk           |
| Katedra Genetyki, Hodowli i Biotechnologii Roślin | dr hab. inż. Marcelina Krupa-Małkiewicz    |
| Katedra Inżynierii Odnawialnych Źródeł Energii    | dr hab. inż. Adam Koniuszy                 |
| Katedra Kształtowania Środowiska                  | dr hab. Renata Gamrat                      |
| Katedra Ogrodnictwa                               | dr hab. inż. Grzegorz Mikiciuk             |

### Pozostałe jednostki
| Jednostka                                      | Kierownik                                 |
| ---------------------------------------------- | ----------------------------------------- |
| Laboratorium Technologii Zbóż                  | dr inż. Magdalena Sobolewska              |
| Stacja Doświadczalna - Hala Wegetacyjna        | mgr inż. Rafał Piechocki                  |
| Rolnicza Stacja Doświadczalna w Lipniku        | dr inż. Adam Sammel                       |
| Meteorologiczna Stacja Doświadczalna w Lipniku | dr hab. inż. Jadwiga Nidzgorska-Lencewicz |
| Ogrodnicza Stacja Badawcza w Ostoi             | st. tech. Roman Strzelecki                |

## Galeria

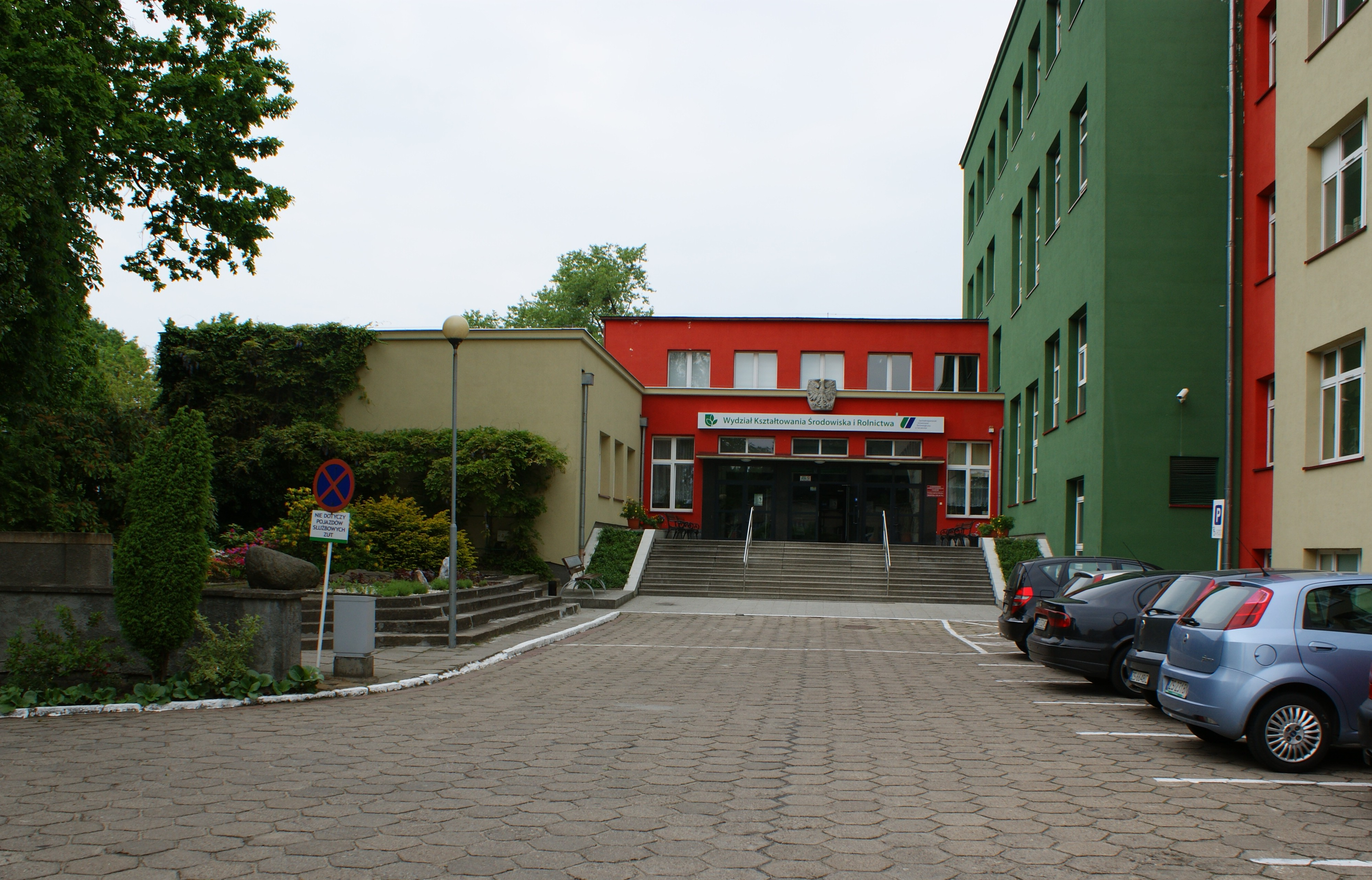
Główny budynek, ul. J. Słowackiego 17 (2011)
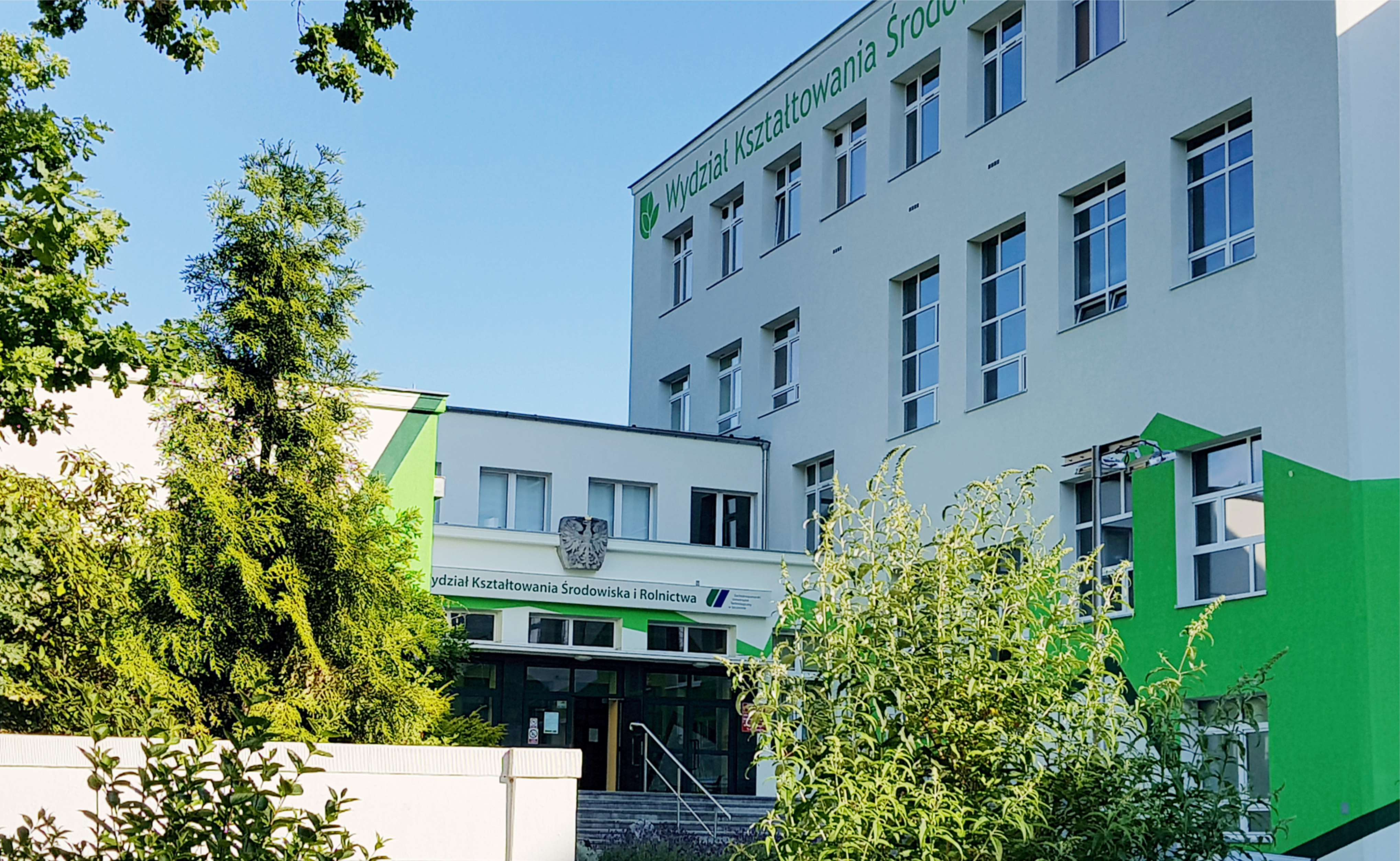
Główny budynek, ul. J. Słowackiego 17 (2020)
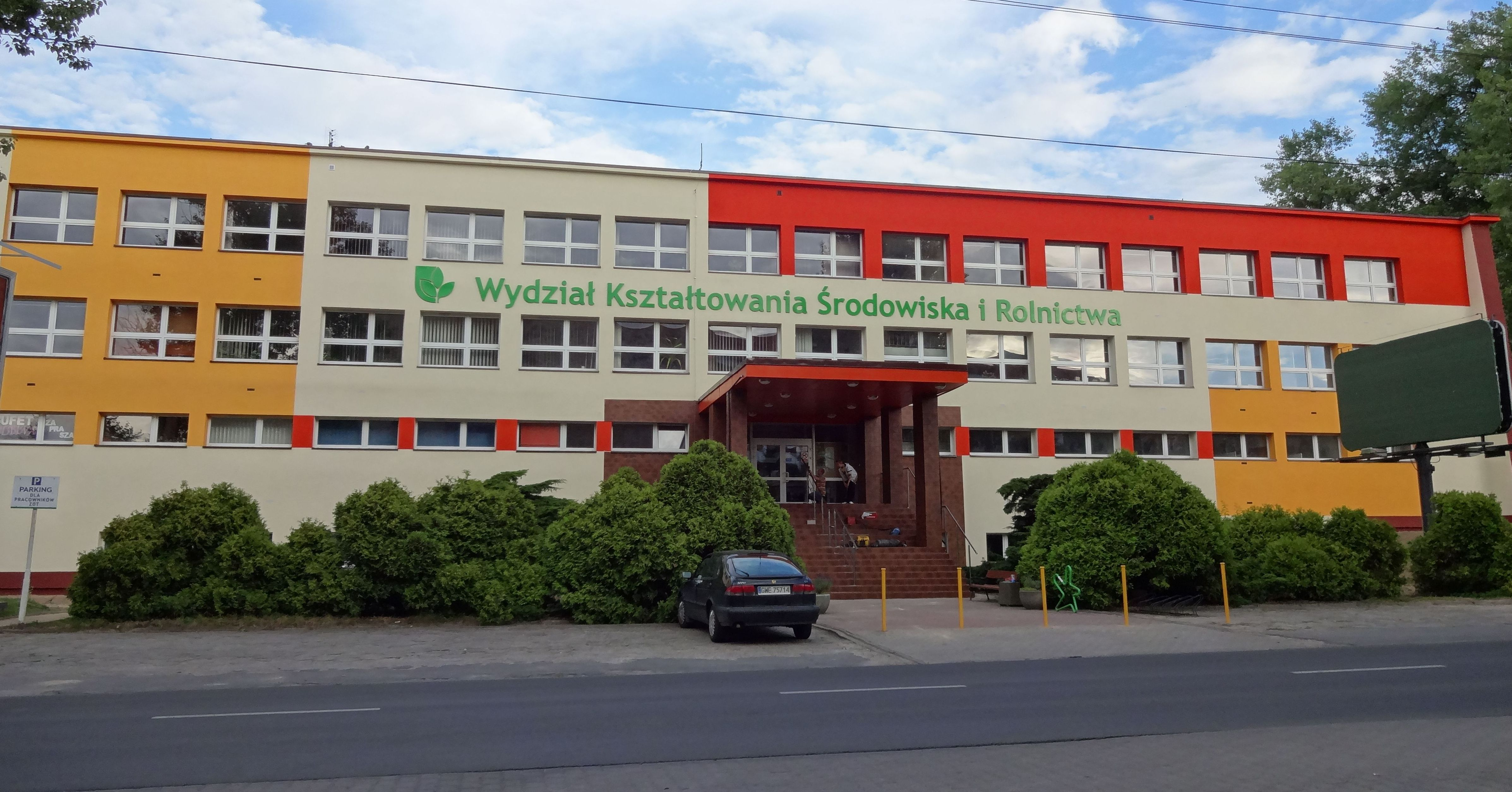
Drugi budynek, ul. Papieża Pawła VI nr 1 (2014)
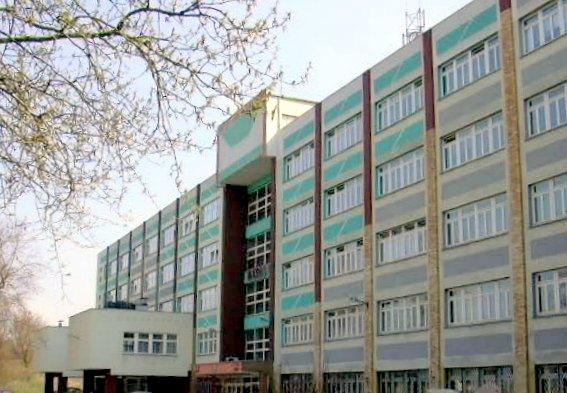
Trzeci budynek, ul. Papieża Pawła VI nr 3 (2003)
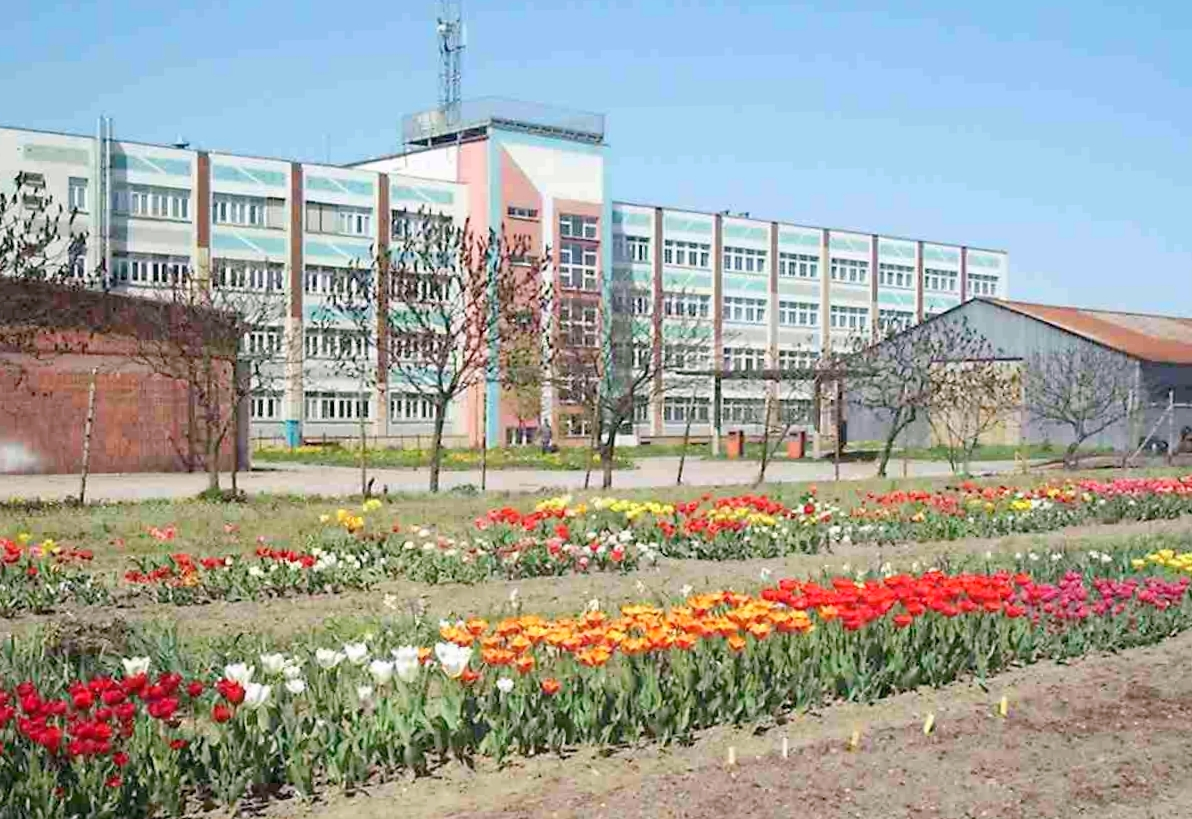
Poletka doświadczalne na tle budynku przy ulicy Papieża Pawła VI nr 3